# Sportowe ratownictwo wodne na World Games 2017 – ratowanie manekina w płetwach na 100 m kobiet
Ratowanie manekina w płetwach na 100 m kobiet – jedna z konkurencji sportowego ratownictwa wodnego rozgrywanych podczas World Games 2017 we Wrocławiu. 
Eliminacje i finał rozegrane zostały 21 lipca. Zawody odbyły się na pływalni w Hala "Orbita".
Złoty medal zdobyła Australijka Pamela Hendry z czasem 52,72 s, srebrny medal - Francuzka Justine Weyders, natomiast brązowy medal - Włoszka Federica Volpini.

## Rekordy
Przed rozpoczęciem World Games 2017 obowiązywały następujące rekordy:
| Rekord świata      | Magali Rousseau (FRA) | 51,64 | Montpellier | 18.09.2014 |
| Rekord World Games | Marta Mozzanica (ITA) | 56,59 | Cali        | 26.07.2013 |

W trakcie zawodów ustanowiono nowy rekord World Games.
| Rekord World Games | Justine Weyders (FRA)  | 52,71 | 21.07.2017 |
| Rekord World Games | Federica Volpini (ITA) | 53,72 | 21.07.2017 |

## Terminarz
| Data          | Godzina (UTC+2)   | Wydarzenie             |
| ------------- | ----------------- | ---------------------- |
| 21 lipca 2017 | 10:55 11:00 11:05 | Wyścigi kwalifikacyjne |
| 21 lipca 2017 | 19:40             | Finał                  |

## Wyniki

### Kwalifikacje

#### Wyścig 1
Godzina: 10:55
| Poz. | Imię i nazwisko  | Narodowość    | Tor | Reakcja | Wynik   | Uwagi | Kwal. |
| ---- | ---------------- | ------------- | --- | ------- | ------- | ----- | ----- |
| 1    | Federica Volpini | Włochy        | 4   | 0,84    | 53,72   | WG    | Q     |
| 2    | Alicja Tchórz    | Polska        | 6   | 0,79    | 54,29   |       | Q     |
| 3    | Natalie Peat     | Nowa Zelandia | 5   | 0,81    | 54,54   |       | Q     |
| 4    | Hu Yifan         | Chiny         | 2   | 0,97    | 57,21   |       |       |
| 5    | Laura Pranzo     | Włochy        | 3   | 1,02    | 58,12   |       |       |
| 6    | Nele Vanbuel     | Belgia        | 7   | 0,87    | 1:05,93 |       |       |

#### Wyścig 2
Godzina: 11:00
| Poz. | Imię i nazwisko  | Narodowość | Tor | Reakcja | Wynik   | Uwagi | Kwal. |
| ---- | ---------------- | ---------- | --- | ------- | ------- | ----- | ----- |
| 1    | Pamela Hendry    | Australia  | 4   | 0,87    | 54,11   |       | Q     |
| 2    | Magali Rousseau  | Francja    | 6   | 0,81    | 54,38   |       | Q     |
| 3    | Sophia Bauer     | Niemcy     | 5   | 0,77    | 54,76   |       | Q     |
| 4    | Annalena Geyer   | Niemcy     | 3   | 0,74    | 55,79   |       | R     |
| 5    | Nami Mizuma      | Japonia    | 2   | 0,90    | 56,97   |       |       |
| 6    | Li Yongxin       | Chiny      | 1   | 0,76    | 1:07,87 |       |       |
| 7 !  | Aurélie Romanini | Belgia     | 7   | 0,77    | DSQ     |       |       |

#### Wyścig 3
Godzina: 11:05
| Poz. | Imię i nazwisko      | Narodowość    | Tor | Reakcja | Wynik   | Uwagi | Kwal. |
| ---- | -------------------- | ------------- | --- | ------- | ------- | ----- | ----- |
| 1    | Justine Weyders      | Francja       | 5   | 0,78    | 52,71   | WG    | Q     |
| 2    | Antía García         | Hiszpania     | 4   | 0,80    | 54,43   |       | Q     |
| 3    | Samantha Howe        | Australia     | 3   | 1,23    | 55,34   |       | R     |
| 4    | Isabel Costa         | Hiszpania     | 6   | 0,83    | 57,70   |       |       |
| 5    | Yukiko Yamamoto      | Japonia       | 2   | 0,77    | 57,89   |       |       |
| 6    | Ella Drinnan         | Nowa Zelandia | 7   | 0,90    | 58,55   |       |       |
| 7    | Karolina Faszczewska | Polska        | 1   | 0,69    | 1:01,27 |       |       |

### Finał
Godzina: 19:40
| Poz.   | Imię i nazwisko  | Narodowość    | Tor | Reakcja | Wynik | Uwagi |
| ------ | ---------------- | ------------- | --- | ------- | ----- | ----- |
| złoto  | Pamela Hendry    | Australia     | 3   | 0,85    | 52,72 |       |
| srebro | Justine Weyders  | Francja       | 4   | 0,78    | 52,93 |       |
| brąz   | Federica Volpini | Włochy        | 5   | 0,76    | 53,48 |       |
| 4      | Alicja Tchórz    | Polska        | 6   | 0,84    | 54,00 |       |
| 5      | Antía García     | Hiszpania     | 7   | 0,82    | 54,01 |       |
| 6      | Magali Rousseau  | Francja       | 2   | 0,81    | 54,08 |       |
| 7      | Natalie Peat     | Nowa Zelandia | 1   | 0,83    | 54,49 |       |
| 8      | Sophia Bauer     | Niemcy        | 8   | 0,85    | 56,37 |       |